# Мултиплексер
У дигиталној електроници, мултиплексер је комбинационо коло које врши улогу електронског прекидача. У сваком стању се остварује веза између излаза и само једног одабраног улаза. Мултиплексер се састоји из једног излаза, n селекционих улаза и 2 информацијских улаза.